# Polityka zagraniczna Timoru Wschodniego
Timor Wschodni jako niedawno powstały kraj dopiero rozpoczyna rozwiniętą politykę zagraniczną.

## Stosunki Zagraniczne z wybranymi państwami oraz regionami

### Współpraca z krajami południowej Azji
Timor Wschodni jako jedyne państwo Azji południowo-wschodniej nie należy do Stowarzyszenia Narodów Azji Południowo-Wschodniej (ASEAN). Timor nie ma nawet stosunku obserwatora tej grupy. Jednakże Timor wyrażał chęć dołączenia do tej grupy, składając podania w 2002 oraz 2006 roku. Za każdym razem organizacja nie zaakceptowała możliwości członkostwa Timoru w ASEAN.  Organizacja wyznaczyła termin wejścia Timoru do ASEAN na rok 2011. Dobrym krokiem w kierunku wstąpienia do tej organizacji jest podpisanie paktu o współpracy oraz kooperacji pomiędzy ASEAN a Timorem Wschodnim.

### Indonezja
Mimo traumatycznej historii stosunki pomiędzy Timorem a Indonezją wyglądają bardzo dobrze. Indonezja to największy partner handlowy Timoru. Ponad 50% całego importu Timoru pochodzi właśnie z Indonezji. Jedyną kwestią sporną stanowi granica lądowa pomiędzy oboma krajami. Propozycja rozwiązania sporu zaproponowana przez Timor została odrzucona przez Indonezję.

### Filipiny
Filipiny, wraz z Timorem Wschodnim, to jedne z nielicznych państw chrześcijańskich w Azji. Państwo posiada dobre stosunki z Timorem już od czasu ogłoszenia przez ten kraj niepodległości. Obecnie pomiędzy oboma narodami istnieje szeroko pojęta wymiana kulturowa, w tym m.in. wymiana studentów.

## Status oraz uczestnictwo w organizacjach międzynarodowych
Timor stara się o członkostwo w ASEAN, IMF, ONZ, Azjatyckim Banku Rozwoju, NAM oraz we Wspólnocie Państw Portugalskojęzycznych.
Timor Wschodni posiada status obserwatora przy Forum Wysp Pacyfiku.